# Storia dell'omosessualità in Messico
La storia dell'omosessualità in Messico può esser suddivisa e distinta in tre periodi, concomitanti con i grandi momenti della storia del Messico: le civiltà precolombiane della Mesoamerica, il periodo coloniale del vicereame della Nuova Spagna (1523-1821) e l'epoca post-indipendenza a seguito della guerra d'indipendenza del Messico (1810-21). La percezione dell'omosessualità nel paese centroamericano è variata, più o meno significativamente, nel corso dei secoli; tuttavia, il rifiuto di essa rimane uno dei principali fili conduttori che attraversa le diverse epoche della sua storia.
Le informazioni riguardanti le popolazioni precolombiane e del primo periodo della colonizzazione sono rare e confusa; i cronisti del tempo hanno spesso descritto i costumi indigeni che li avevano quantomai sorpresi disapprovandoli, ma tendevano a prendere una posizione penale di condanna o una posizione apologetica, il che rende impossibile la distinzione tra effettiva realtà e propaganda.
In generale, sembra che gli Aztechi fossero assai intolleranti rispetto alle pratiche omosessuali quasi quanto gli spagnoli europei, mentre gli altri popoli indigeni erano inclini ad una maggiore tolleranza, soprattutto attraverso la subcultura dei berdaches, o "due-spiriti" improntata allo sciamanesimo.
La storia dell'omosessualità in epoca coloniale e durante il periodo successivo all'indipendenza rimane in gran parte ancora da scrivere, ma è dominata dalle esecuzioni dei colpevoli di sodomia avvenute nel 1658 e lo scandalo riferito al "Ballo dei 41" nel 1901, due tra i più grandi eventi omofobi che hanno segnato la cronaca messicana.
La situazione sta gradualmente cambiando nel corso del XXI secolo, grazie anche alla scoperta della comunità LGBT come una potenziale consumatrice, capace di produrre fonte di reddito, obiettivo questo denominato "denaro rosa" degli eventuali turisti. Alcune leggi sono state create per combattere le discriminazioni (2003) e promuovere l'accoglienza, mentre due territori del paese, il Distretto Federale di Città del Messico e lo stato federato di Coahuila sono giunti a legalizzare le unioni civili per gli omosessuali (2007).
Il 21 dicembre 2009, il governo della capitale ha approvato la possibilità di effettuare il matrimonio tra persone dello stesso sesso, con 39 voti a favore e 20 contrari, rendendo così Città del Messico la prima megalopoli in America Latina in questo senso. Tuttavia, il Messico continua ad essere uno dei paesi con il maggior numero di crimini rivolti contro la comunità LGBT, con molte persone che ancora vengono uccise quasi quotidianamente a causa dell'omofobia.

## Messico precolombiano
La maggior parte delle informazioni sulle popolazioni precolombiane ci proviene dalle cronache degli europei che eseguivano la colonizzazione spagnola delle Americhe. Queste storie devono essere obbligatoriamente prese con cautela, dal momento che l'accusa di sodomia è stata utilizzata anche per giustificare la conquista, così come altre accuse reali o inventate, come l'esistenza del sacrificio umano, del cannibalismo e dell'idolatria. I difensori degli indigeni così come i loro oppressori hanno manipolato le informazioni a seconda delle proprie convinzioni pregiudiziali: non è possibile quindi dare un quadro preciso della presenza dell'omosessualità nel Messico precolombiano. Lo storico Antonio de Herrera y Tordesillas è arrivato a questa conclusione già nel 1601.
L'istituzione del berdache pare esser stato variamente diffuso tra i popoli amerindi. Inizialmente considerati alla stregua di ermafroditi dai conquistatori spagnoli, erano uomini che adottavano una funzione ed un comportamento femminile; chiamati anche "due spiriti", sono stati considerati né completamente uomini né completamente donne, ma venivano invece visti come un terzo sesso e spesso esercitavano funzioni spirituali. I conquistadores li hanno spesso considerati come l'equivalente degli omosessuali passivi e li hanno trattati con disprezzo e crudeltà.

### I Maya
I Maya erano relativamente tolleranti nei confronti dell'omosessualità. Sappiamo che alcune delle loro festività maggiori includevano rapporti omosessuali, il che non ha impedito sporadiche condanne a morte per i sodomiti all'interno di una fornace ardente.
La società Maya riteneva l'omosessualità preferibile al sesso prima del matrimonio, tanto che i nobili procuravano schiavi sessuali al loro figlio.

### Gli Aztechi
I "Mexica" o Aztechi erano estremamente intolleranti verso omosessualità, nonostante la colorazione dal sapore omoerotico di alcuni dei loro grandi rituali pubblici. Essi adoravano ad esempio la dea Xochiquetzal che sotto il suo aspetto mascolino, con il nome di Xochipilli, proteggeva la prostituzione maschile e l'omosessualità. La storia mitica del popolo azteco era suddivisa in quattro "mondi" di cui il primo è stato caratterizzato da "una vita facile, bassa, sodomitica e perversa, con danze dei fiori e l'adorazione a Xochiquetzal"; qui sono stati dimenticati le "virtù degli uomini di guerra, l'amministrazione e la saggezza". È possibile che questa storia faccia riferimento ai Toltechi.
L'autore Richard Texler nel suo libro Sex and the Conquest, dice che gli Aztechi convertivano alcuni dei loro nemici vinti in berdaches, seguendo la metafora della penetrazione sessuale come un segno di potere.
La legge azteca puniva la sodomia - a cui corrisponde la parola "cuilontli" in lingua nahuatl - con il patibolo,: l'impalamento per l'omosessuale attivo e l'estrazione delle viscere dall'orifizio anale per l'omosessuale passivo, con la morte tramite garrota per le lesbiche.
Alcuni autori sostengono che queste leggi severe non sono state applicate nella pratica e che gli omosessuali erano in realtà relativamente liberi; essi citano, ad esempio, certe cronache spagnole che parlano di sodomia diffusa anche tra i bambini o di ragazzi che si vestivano come le donne per praticare la prostituzione. Queste cronache parlano anche di cerimonie religiose durante le quali si sarebbe praticata la sodomia.
L'esistenza del lesbismo è provata dalla parola in lingua nahuatl "patlacheh" che raffigura quelle donne che esercitano attività prettamente maschili, tra cui la penetrazione di altre donne, come indicato nella Historia general de las cosas de Nueva España (vedi Codice fiorentino) di Bernardino de Sahagún.

### Altre popolazioni indigene
Nonostante il puritanesimo degli Aztechi, i costumi sessuali dei popoli sotto l'impero azteco variavano notevolmente. Per esempio Bernal Díaz del Castillo parla dell'omosessualità tra i leader, della prostituzione giovanile e di classi sociale espressamente dedite al travestitismo nella zona di Veracruz.
I Toltechi, del resto, erano molto tolleranti nei confronti dell'omosessualità.